# Topside Glacier
Topside Glacier är en glaciär i Antarktis. Den ligger i Östantarktis. Nya Zeeland gör anspråk på området. Topside Glacier ligger 992 meter över havet.
Terrängen runt Topside Glacier är bergig åt sydväst, men åt nordost är den kuperad. Trakten är obefolkad. Det finns inga samhällen i närheten. 